# Alan Mowbray
Alan Mowbray (18 de agosto de 1896 – 25 de marzo de 1969) fue un actor teatral, cinematográfico y televisivo británico, aunque con una exitosa carrera en Hollywood, Estados Unidos.

## Biografía

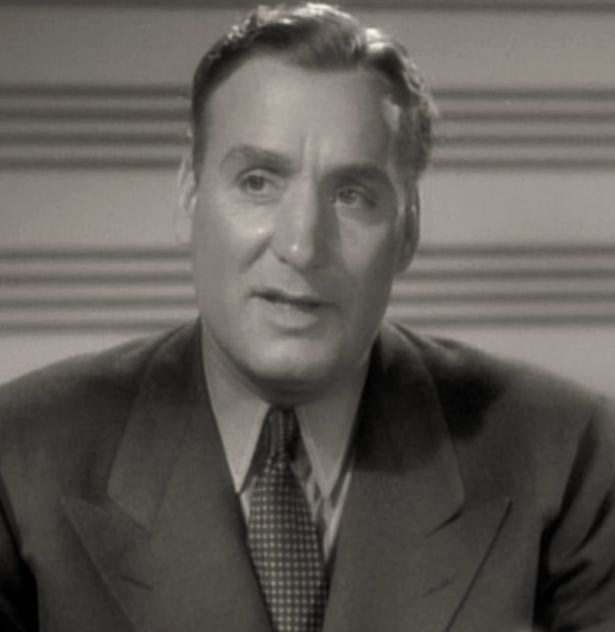
Alan Mowbray en una escena de My Man GodfreyA(1936)

Su verdadero nombre era Alfred Ernest Allen, y nació en Londres, Inglaterra. Sirvió con distinción en el Ejército Británico durante la Primera Guerra Mundial, siendo recompensado con la Medalla Militar por su valor. Se inició como actor teatral, buscando oportunidades en los Estados Unidos, donde actuó en el circuito de Broadway y formó parte de una compañía itinerante.
Ya con el nombre artístico de Alan Mowbray, debutó en el cine en 1931, prosiguiendo con una carrera como actor de carácter durante la cual actuó en más de 140 títulos, destacando su papel de mayordomo en la comedia Merrily We Live. En los años de la Segunda Guerra Mundial hizo una memorable interpretación como el Diablo en la comedia propagandística de Hal Roach The Devil with Hitler. 
En el medio televisivo hizo unas dos docenas de papeles como artista invitado en diferentes series. Además, interpretó el papel del título en la serie Colonel Humphrey Flack, la cual se emitió por vez primera en 1953-1954 y después en 1958-1959. En la temporada televisiva 1954-1955 Mowbray fue Mr. Swift en la sitcom de la NBC The Mickey Rooney Show: Hey, Mulligan.
Mowbray fue miembro fundador del Sindicato de Actores estadounidense, y sus intereses le llevaron a formar parte también de la Royal Geographic Society británica.
Alan Mowbray falleció a causa de un infarto agudo de miocardio en 1969 en Hollywood, California, y fue enterrado en el Cementerio de Holy Cross, en Culver City, California.

## Selección de su filmografía
| - God's Gift to Women (1931) - Alexander Hamilton (1931) - Honor of the Family (1931) - The Man from Yesterday (Esta noche es nuestra) (1932) - Winner Take All (O todo o nada) (1932) - Jewel Robbery (1932) - The Man Called Back (1932) - Sherlock Holmes (1932) - Two Against the World (1932) - Nuestros superiores (1933) - A Study in Scarlet (1933) - Peg o' My Heart (1933) - The Midnight Club (1933) - Voltaire (1933) - La plaza de Berkeley (1933) - Roman Scandals (Escándalos romanos) (1933) - The House of Rothschild (La casa de los Rothschild) (1934) - The Girl from Missouri (Busco un millonario) (1934) - Charlie Chan in London (1934) - Becky Sharp (La feria de la vanidad) (1935) - The Gay Deception (La alegre mentira) (1935) - She Couldn't Take It (La danza de los ricos) (1935) - Rose-Marie (1936) - Desire (Deseo) (1936) - Mary of Scotland (1936) - My Man Godfrey (1936) - Ladies in Love (1936) - On the Avenue (1937) - The King and the Chorus Girl (1937) - Topper (Una pareja invisible, 1937) - Stand-In (Siempre Eva, 1937) | - Merrily We Live (1938) - Vogues of 1938 (1938) - There Goes My Heart (Se ha perdido una millonaria) (1938) - Topper Takes a Trip (1939) - Music in My Heart (1940) - The Boys from Syracuse (1940) - That Hamilton Woman (Lady Hamilton) (1941) - That Uncertain Feeling (Lo que piensan las mujeres) (1941) - I Wake Up Screaming (1941) - The Devil with Hitler (1942) - His Butler's Sister (La hermanita del mayordomo) (1943) - Slightly Dangerous (1943) - Holy Matrimony (1943) - The Doughgirls (1944) - Terror by Night (1946) - Pasión de los fuertes (1946) - Lured (El asesino poeta) (1947) - Captain from Castile (El capitán de Castilla) (1947) - Every Girl Should Be Married (En busca de marido) (1948) - Abbott and Costello Meet the Killer, Boris Karloff (1949) - Wagon Master (1950) - The Jackpot (Cuidado con los inspectores) (1950) - Blackbeard the Pirate (El pirata Barbanegra) (1952) - Androcles and the Lion (Androcles y el león) (1952) - Ma and Pa Kettle at Home (1954) - Once Upon a Honeymoon (1956) (corto) - The Man Who Knew Too Much (1956) - El rey y yo (1956) - La vuelta al mundo en ochenta días (1956) - A Majority of One (1962) |

## Trabajo televisivo
- The Patty Duke Show
- Maverick, en el episodio "The Misfortune Teller".